# هاري سورينسن (لاعب جمباز فني)
هاري سورينسن (بالدنماركية: Harry Sørensen)‏ هو لاعب جمباز فني دنماركي، ولد في 19 أبريل 1892 في فلنسبورغ في ألمانيا، وتوفي في 14 سبتمبر 1963 في آرهوس في الدنمارك.

## وصلات خارجية
- هاري سورينسن على موقع أوليمبيديا (الإنجليزية)